# Safia amazonica
Safia amazonica là một loài bướm đêm trong họ Noctuidae.